# Arquidiocese de Louisville
A Arquidiocese de Louisville (Archidiœcesis Ludovicopolitana) é uma é uma circunscrição eclesiástica da Igreja Católica situada em Louisville, Kentucky, Estados Unidos. Seu atual arcebispo é Joseph Edward Kurtz. Sua Sé é a Catedral da Assunção de Louisville.
Possui 102 paróquias servidas por 183 padres, contando com 16,4% da população jurisdicionada batizada.

## História
A diocese de Bardstown foi ereta em 8 de abril de 1808 com o breve Ex debito do Papa Pio VII, recebendo o território da diocese de Baltimore, que nessa ocasião foi elevada à arquidiocese metropolitana.
Em 19 de junho de 1821, em 6 de maio de 1834 e em 28 de julho de 1837 cede partes de seu território em vantagem da ereção respectivamente das dioceses de Cincinnati (atual arquidiocese), de Vincennes (atual arquidiocese de Indianápolis) e de Nashville.
Em 13 de fevereiro de 1841 a sé episcopal foi transladada de Bardstown a Louisville e a diocese assume o nome de diocese de Louisville.
Em 19 de julho de 1850 passou a fazer parte da província eclesiástica da arquidiocese de Cincinnati.
Em 29 de julho de 1853 e em 9 de dezembro de 1937 cede outras porções de seu território em vantagem da ereção respectivamente da diocese de Covington e de Owensboro.
Em 10 de dezembro de 1937 é elevada ao posto de arquidiocese metropolitana com a bula Quo christifidelium do Papa Pio XI.
Em 14 de janeiro de 1988 cedeu uma outra parte do seu território em vantagem da ereção da diocese de Lexington.
A arquidiocese esteve envolvida no escândalo de abusos sexais da parte de 35 sacerdote e outros seis dependentes diocesanos com 243 vítimas. Em 2003 a arquidiocese foi responsabilizada e condenada a pagar US$ 25,7 milhões.

## Prelados
| #               | Nome                              | Período    | Notas                          |
| Arcebispos      | Arcebispos                        | Arcebispos | Arcebispos                     |
| --------------- | --------------------------------- | ---------- | ------------------------------ |
| 5º              | Shelton Joseph Fabre              | 2022-atual |                                |
| 4º              | Joseph Edward Kurtz               | 2007-2022  |                                |
| 3º              | Thomas Cajetan Kelly, O.P. †      | 1981-2007  |                                |
| 2º              | Thomas Joseph McDonough †         | 1967-1981  |                                |
| 1º              | John Alexander Floersh †          | 1937-1967  |                                |
| Bispo-auxiliar  |                                   |            |                                |
|                 | Charles Garrett Maloney           | 1954-1988  |                                |
| Bispo           |                                   |            |                                |
| 8º              | John Alexander Floersh †          | 1924-1937  |                                |
| 7º              | Denis O'Donaghue †                | 1910-1924  |                                |
| 6º              | William George McCloskey †        | 1868-1909  |                                |
| 5º              | Peter Joseph Lavialle †           | 1865-1867  |                                |
| 4º              | Martin John Spalding †            | 1850-1864  | Nomeado Arcebispo de Baltimore |
| 3º              | Benedict Joseph Flaget, P.S.S. †  | 1833-1850  |                                |
| 2º              | John Baptist Mary David, P.S.S. † | 1832-1833  |                                |
| 1º              | Benedict Joseph Flaget, P.S.S. †  | 1808-1832  |                                |
| Bispo-coadjutor |                                   |            |                                |
|                 | John Alexander Floersh            | 1923-1924  |                                |
|                 | Martin John Spalding              | 1848-1850  |                                |
|                 | Guy Inácio Chabrat , PSS          | 1834-1847  |                                |
|                 | John Baptist Mary David , PSS     | 1817-1832  |                                |

## Documentos pontifícios
- (em latim) Breve Ex debito, in Bullarium pontificium Sacrae congregationis de propaganda fide, tomo IV, Romae 1841, pp. 339-341
- (em latim) Bula Quo christifidelium, AAS 30 (1938), p. 260